# Distrito de Kutch
El distrito de Kutch (también llamado distrito de Kach) es un distrito del estado de Guyarat (en la India), que posee 1 526 321 habitantes. Su capital es Bhuj.
La palabra kach significa literalmente ‘algo que intermitentemente se vuelve seco y mojado’.
El distrito está rodeado por el golfo de Kach y el mar Arábigo al sureste, mientras que al norte y al este incluye el Gran y el Pequeño Rann de Kutch.

## Demografía
Según censo 2011 contaba con una población total de 2 090 313 habitantes.

## Geografía
El distrito de Kutch, con sus 45 652 km², es el segundo distrito de la India. El centro administrativo está en Bhuj, que es geográficamente el centro del distrito. Otras ciudades importantes son Gandhidham, Rapar, Anjar, Mandvi, Mundra y Samakhiali. El distrito cuenta con 966 aldeas.

## Idioma
Los principales idiomas que se hablan en el distrito de Kutch son el kachí (en inglés kutchi) y el guyaratí. El kachí proviene de las lenguas vecinas: sindhí, panyabí y guyaratí. Los documentos escritos en kachí han desaparecido, por lo que ha quedado reducido a un dialecto. Algunos textos pueden ser encontrados en el Kachchh Museum.